# Vania King
Vania King (Monterey Park, 3 febbraio 1989) è un'ex tennista statunitense.

## Carriera
In singolare ha vinto un solo titolo WTA, nel 2006 a Bangkok sconfiggendo in finale la tailandese Tamarine Tanasugarn. Il 6 novembre dello stesso anno raggiunge la sua migliore posizione in classifica del singolare con il cinquantesimo posto.
Nel doppio i titolo conquistati sono quattordici su ventisei finali giocate, tra le vittorie si contano anche due tornei del Grande Slam.
Nella specialità ottiene buoni risultati già nel Torneo di Wimbledon 2009 dove arriva fino ai quarti di finale prima di arrendersi alle sorelle Williams. Nel 2010 comincia la collaborazione con la tennista kazaka Jaroslava Švedova e ottengono subito ottimi risultati. In stagione vincono ben due prove dello Slam con il trionfo a Wimbledon sul team russo Vesnina-Zvonarëva e il successo agli US Open su Huber-Petrova. Chiude l'anno con la semifinale al WTA Tour Championships e con la terza posizione in classifica.
Nel 2011 la coppia King-Švedova non ottiene gli stessi successi dell'anno precedente, ma le due raggiungono comunque la semifinale al Roland Garros e un'altra finale agli US Open, venendo però sconfitte dalle americane Liezel Huber e Lisa Raymond.
Il 22 settembre 2013, a distanza di quasi sette anni dall'ultima finale in singolare in un torneo WTA, raggiunge la finale al Guangzhou International Women's Open, in cui viene sconfitta dalla cinese Zhang Shuai con il punteggio di 7–6(1), 6-1.

## Statistiche WTA

### Singolare

#### Vittorie (1)
| Legenda          |
| ---------------- |
| Grande Slam (0)  |
| Ori Olimpici (0) |
| WTA Finals (0)   |
| Tier I (0)       |
| Tier II (0)      |
| Tier III (1)     |
| Tier IV (0)      |
| Tier V (0)       |

| N. | Data            | Torneo                    | Superficie | Avversaria in finale | Punteggio     |
| 1. | 15 ottobre 2006 | PTT Bangkok Open, Bangkok | Cemento    | Tamarine Tanasugarn  | 2–6, 6–4, 6–4 |

#### Sconfitte (2)
| Legenda               |
| --------------------- |
| Grande Slam (0)       |
| Argenti Olimpici (0)  |
| WTA Finals (0)        |
| Premier Mandatory (0) |
| Premier 5 (0)         |
| Premier (0)           |
| International (2)     |

| N. | Data              | Torneo                                              | Superficie | Avversaria in finale | Punteggio     |
| 1. | 22 settembre 2013 | Guangzhou International Women's Open, Canton        | Cemento    | Zhang Shuai          | 6(1)-7, 1-6   |
| 2. | 7 agosto 2016     | Jiangxi International Women's Tennis Open, Nanchang | Cemento    | Duan Yingying        | 6-1, 4-6, 2-6 |

### Doppio

#### Vittorie (15)
| Legenda: Prima del 2009 | Legenda: Dal 2009     |
| ----------------------- | --------------------- |
| Grande Slam (2)         |                       |
| Ori Olimpici (0)        |                       |
| WTA Finals (0)          |                       |
| Tier I (1)              | Premier Mandatory (0) |
| Tier II (0)             | Premier 5 (1)         |
| Tier III (4)            | Premier (1)           |
| Tier IV (1)             | International (5)     |
| Tier V (0)              | International (5)     |

| N.  | Data              | Torneo                                        | Superficie    | Compagna                   | Avversari in finale                       | Punteggio        |
| 1.  | 8 ottobre 2006    | Toray Pan Pacific Open, Tokyo                 | Cemento       | Jelena Kostanić Tošić      | Chan Yung-jan Chia-Jung Chuang            | 7–6(2), 5–7, 6–2 |
| 2.  | 15 ottobre 2006   | PTT Bangkok Open, Bangkok                     | Cemento       | Jelena Kostanić Tošić      | Mariana Díaz Oliva Natalie Grandin        | 7–5, 2–6, 7–5    |
| 3.  | 14 maggio 2007    | Grand Prix SAR La Princesse Lalla Meryem, Fès | Terra rossa   | Sania Mirza                | Andreea Ehritt-Vanc Anastasija Rodionova  | 6–1, 6–2         |
| 4.  | 12 ottobre 2007   | Sunfeast Open, Calcutta                       | Sintetico (i) | Alla Kudrjavceva           | Alberta Brianti Marija Korytceva          | 6–1, 6–4         |
| 5.  | 21 settembre 2008 | Toray Pan Pacific Open, Tokyo (2)             | Cemento       | Nadia Petrova              | Lisa Raymond Samantha Stosur              | 6–1, 6–4         |
| 6.  | 2 novembre 2008   | Bell Challenge, Québec                        | Sintetico (i) | Anna-Lena Grönefeld        | Jill Craybas Tamarine Tanasugarn          | 7–6(3), 6–4      |
| 7.  | 11 gennaio 2009   | Brisbane International, Brisbane              | Cemento       | Anna-Lena Grönefeld        | Klaudia Jans-Ignacik Alicja Rosolska      | 3–6, 7–5, [10–5] |
| 8.  | 14 settembre 2009 | Bell Challenge, Québec (2)                    | Sintetico (i) | Barbora Záhlavová-Strýcová | Sofia Arvidsson Séverine Brémond Beltrame | 6–1, 6–3         |
| 9.  | 14 febbraio 2010  | RMK Championships, Memphis                    | Cemento (i)   | Michaëlla Krajicek         | Bethanie Mattek-Sands Meghann Shaughnessy | 7–5, 6–2         |
| 10. | 22 maggio 2010    | Internationaux de Strasbourg, Strasburgo      | Terra rossa   | Alizé Cornet               | Alla Kudrjavceva Anastasija Rodionova     | 3–6, 6–4, [10–7] |
| 11. | 3 luglio 2010     | Torneo di Wimbledon, Londra                   | Erba          | Jaroslava Švedova          | Elena Vesnina Vera Zvonarëva              | 7–6(6), 6–2      |
| 12. | 13 settembre 2010 | US Open, New York                             | Cemento       | Jaroslava Švedova          | Liezel Huber Nadia Petrova                | 2-6, 6-4, 7–6(4) |
| 13. | 21 agosto 2011    | Western & Southern Open, Cincinnati           | Cemento       | Jaroslava Švedova          | Natalie Grandin Vladimíra Uhlířová        | 6–4, 3–6, [11–9] |
| 14. | 22 ottobre 2011   | Kremlin Cup, Mosca                            | Cemento (i)   | Jaroslava Švedova          | Anastasija Rodionova Galina Voskoboeva    | 7-6(3), 6-3      |
| 15. | 9 gennaio 2016    | Shenzhen Open, Shenzhen                       | Cemento       | Monica Niculescu           | Xu Yifan Zheng Saisai                     | 6-1, 6-4         |

#### Sconfitte (18)
| Legenda: Prima del 2009 | Legenda: Dal 2009     |
| ----------------------- | --------------------- |
| Grande Slam (1)         |                       |
| Argenti Olimpici (0)    |                       |
| WTA Finals (0)          |                       |
| Tier I (1)              | Premier Mandatory (0) |
| Tier II (0)             | Premier 5 (1)         |
| Tier III (3)            | Premier (4)           |
| Tier IV (1)             | International (7)     |
| Tier V (0)              | International (7)     |

| N.  | Data              | Torneo                                       | Superficie  | Compagna              | Avversarie in finale                      | Punteggio           |
| 1.  | 1º ottobre 2006   | Guangzhou International Women's Open, Canton | Cemento     | Jelena Kostanić Tošić | Li Ting Sun Tiantian                      | 4-6, 6-2, 5-7       |
| 2.  | 4 febbraio 2007   | Toray Pan Pacific Open, Tokyo                | Cemento     | Rennae Stubbs         | Samantha Stosur Lisa Raymond              | 6(6)-7, 6-3, 5-7    |
| 3.  | 2 ottobre 2007    | Guangzhou International Women's Open, Canton | Cemento     | Sun Tiantian          | Peng Shuai Yan Zi                         | 3-6, 4-6            |
| 4.  | 7 ottobre 2007    | Japan Open Tennis Championships, Tokyo       | Cemento     | Chuang Chia-jung      | Yan Zi Sun Tiantian                       | 6-1, 2-6, [6-10]    |
| 5.  | 10 febbraio 2008  | PTT Pattaya Open, Pattaya                    | Cemento     | Hsieh Su-wei          | Chan Yung-jan Chuang Chia-jung            | 4-6, 3-6            |
| 6.  | 7 marzo 2010      | Monterrey Open, Monterrey                    | Cemento     | Anna-Lena Grönefeld   | Iveta Benešová Barbora Záhlavová-Strýcová | 6-3, 4-6, [8-10]    |
| 7.  | 18 aprile 2010    | Family Circle Cup, Charleston                | Terra verde | Michaëlla Krajicek    | Nadia Petrova Liezel Huber                | 3-6, 4-6            |
| 8.  | 19 giugno 2010    | Ordina Open, 's-Hertogenbosch                | Erba        | Jaroslava Švedova     | Alla Kudrjavceva Anastasija Rodionova     | 6-3, 3-6, [6-10]    |
| 9.  | 6 marzo 2011      | Monterrey Open, Monterrey                    | Cemento     | Anna-Lena Grönefeld   | Iveta Benešová Barbora Záhlavová-Strýcová | 7–6(8), 2-6, [6-10] |
| 10. | 15 maggio 2011    | Internazionali BNL d'Italia, Roma            | Terra rossa | Jaroslava Švedova     | Peng Shuai Zheng Jie                      | 2-6, 3-6            |
| 11. | 11 settembre 2011 | US Open, New York                            | Cemento     | Jaroslava Švedova     | Liezel Huber Lisa Raymond                 | 6-4, 6(5)-7, 6(3)–7 |
| 12. | 16 ottobre 2011   | HP Open, Osaka                               | Cemento     | Jaroslava Švedova     | Kimiko Date Krumm Zhang Shuai             | 5-7, 6-3, [9-11]    |
| 13. | 15 luglio 2012    | Bank of the West Classic, Stanford           | Cemento     | Jarmila Gajdošová     | Heather Watson Marina Eraković            | 5-7, 6(7)-7         |
| 14. | 23 luglio 2012    | Mercury Insurance Open, Carlsbad             | Cemento     | Nadia Petrova         | Abigail Spears Raquel Kops-Jones          | 2-6, 4-6            |
| 15. | 23 settembre 2012 | Hansol Korea Open, Seul                      | Cemento     | Akgul Amanmuradova    | Abigail Spears Raquel Kops-Jones          | 6-2, 2-6, [10-8]    |
| 16. | 22 settembre 2013 | Guangzhou International Women's Open, Canton | Cemento     | Galina Voskoboeva     | Hsieh Su-wei Peng Shuai                   | 3-6, 6-4, [10-12]   |
| 17. | 12 aprile 2014    | Copa Colsanitas, Bogotà                      | Terra rossa | Chanelle Scheepers    | Lara Arruabarrena-Vecino Caroline Garcia  | 6(5)-7, 4-6         |
| 18. | 19 giugno 2016    | AEGON Classic, Birmingham                    | Erba        | Alla Kudrjavceva      | Karolína Plíšková Barbora Strýcová        | 3-6, 6(1)-7         |

### Doppio misto

#### Sconfitte (1)
| Tornei del Grande Slam  |
| ----------------------- |
| Australian Open (0)     |
| Open di Francia (1)     |
| Torneo di Wimbledon (0) |
| US Open (0)             |

| N. | Data          | Torneo                  | Superficie  | Partner      | Avversari in finale    | Punteggio           |
| 1. | 4 giugno 2009 | Open di Francia, Parigi | Terra rossa | Marcelo Melo | Bob Bryan Liezel Huber | 7–5, 6(5)–7, [7–10] |

## Circuito WTA 125

### Doppio

#### Sconfitte (1)
| N. | Data         | Torneo                                                | Superficie | Compagna       | Avversarie in finale             | Punteggio |
| 1. | 3 marzo 2018 | Oracle Challenger Series - Indian Wells, Indian Wells | Cemento    | Jennifer Brady | Taylor Townsend Yanina Wickmayer | 4-6, 4-6  |

## Statistiche ITF

### Singolare

#### Sconfitte (2)
| Torneo $100.000 (0) |
| Torneo $80.000 (0)  |
| Torneo $75.000 (1)  |
| Torneo $60.000 (0)  |
| Torneo $50.000 (0)  |
| Torneo $25.000 (1)  |
| Torneo $15.000 (0)  |
| Torneo $10.000 (0)  |

| N. | Data             | Torneo                                                | Superficie | Rivale in finale | Risultato     |
| 1. | 20 novembre 2005 | ITF Women's Circuit Tucson, Tucson                    | Cemento    | Juliana Fedak    | 5-7, 0-6      |
| 2. | 23 febbraio 2016 | Del Mar Financial Partners Inc. Open, Rancho Santa Fe | Cemento    | Zhang Shuai      | 6-1, 5-7, 4-6 |

### Doppio

#### Vittorie (7)
| Torneo $100.000 (2) |
| Torneo $80.000 (0)  |
| Torneo $75.000 (0)  |
| Torneo $60.000 (2)  |
| Torneo $50.000 (1)  |
| Torneo $25.000 (1)  |
| Torneo $15.000 (0)  |
| Torneo $10.000 (1)  |

| N. | Data            | Torneo                                                          | Superficie  | Partner             | Rivali in finale                 | Risultato        |
| 1. | 20 giugno 2004  | Pro Tennis Classic Fort Worth, Fort Worth                       | Cemento     | Anne Mall           | Neha Uberoi Shikha Uberoi        | 2-6, 6-3, 7-6(5) |
| 2. | 29 agosto 2009  | Emblem Health Bronx Open, The Bronx                             | Cemento     | Anna-Lena Grönefeld | Julie Coin Marie-Ève Pelletier   | 6-0, 6-3         |
| 3. | 11 maggio 2013  | Open GDF SUEZ de Cagnes-sur-Mer Alpes-Maritimes, Cagnes-sur-Mer | Terra rossa | Arantxa Rus         | Catalina Castaño Teliana Pereira | 4–6, 7–5, [10–8] |
| 4. | 7 novembre 2015 | Waco Showdown, Waco                                             | Cemento     | Nicole Gibbs        | Julia Glushko Rebecca Peterson   | 6-4, 6-4         |
| 5. | 2 febbraio 2018 | McDonald's Burnie International, Burnie                         | Cemento     | Laura Robson        | Momoko Kobori Chihiro Muramatsu  | 7-6(3), 6-1      |
| 6. | 11 agosto 2019  | Koser Jewelers Pro Circuit Tennis Challenge, Landisville        | Cemento     | Claire Liu          | Hayley Carter Jamie Loeb         | 4-6, 6-2, [10-5] |
| 7. | 6 marzo 2021    | TTC Newport Beach, Newport Beach                                | Cemento     | Maegan Manasse      | Emina Bektas Tara Moore          | 6-4, 6-2         |

#### Sconfitte (1)
| Torneo $100.000 (0) |
| Torneo $80.000 (0)  |
| Torneo $75.000 (0)  |
| Torneo $60.000 (0)  |
| Torneo $50.000 (0)  |
| Torneo $25.000 (0)  |
| Torneo $15.000 (0)  |
| Torneo $10.000 (1)  |

| N. | Data           | Torneo                               | Superficie | Partner         | Rivali in finale               | Risultato |
| 1. | 24 luglio 2004 | Women's Hospital Classic, Evansville | Cemento    | Heidi El Tabakh | Kelly Schmandt Aleke Tsoubanos | 4-6, 4-6  |

## Grand Slam Junior

### Doppio

#### Sconfitte (1)
| Tornei del Grande Slam  |
| ----------------------- |
| Australian Open (0)     |
| Open di Francia (0)     |
| Torneo di Wimbledon (0) |
| US Open (1)             |

| N. | Data              | Torneo            | Superficie | Compagna     | Avversarie in finale             | Punteggio   |
| 1. | 10 settembre 2005 | US Open, New York | Cemento    | Alexa Glatch | Nikola Franková Alisa Klejbanova | 5-7, 6(3)-7 |

## Rendimento in progressione

### Singolare
| Australian Open                       | A           | LQ          | 1T          | 1T          | LQ      | 2T      | 2T      | 3T      | 1T      | 1T      | A       | 2T      | 5–8   |
| Open di Francia                       | A           | 1T          | 1T          | 2T          | LQ      | 1T      | 3T      | 2T      | 2T      | 1T      | A       | A       | 5–8   |
| Wimbledon                             | A           | 2T          | 1T          | 1T          | 2T      | 1T      | 1T      | 1T      | 1T      | 1T      | A       | A       | 2–9   |
| US Open                               | 2T          | 2T          | 1T          | 1T          | 3T      | 2T      | 3T      | 1T      | 1T      | 2T      | 1T      |         | 8–11  |
| v-p                                   | 1–1         | 2–3         | 0–4         | 1–4         | 3–2     | 2–4     | 3-2     | 3-4     | 1-4     | 1-4     | 0-1     | 1-1     | 18–34 |
| Torneo di fine anno                   |             |             |             |             |         |         |         |         |         |         |         |         |       |
| WTA Tour Championships                | Assente     | Assente     | Assente     | Assente     | Assente | Assente | Assente | Assente | Assente | Assente | Assente | Assente | 0–0   |
| Tornei WTA Premier Mandatory / Tier I |             |             |             |             |         |         |         |         |         |         |         |         |       |
| Indian Wells                          | A           | 3T          | 2T          | 2T          | 1T      | 2T      | 1T      | 3T      | 1T      | 1T      | A       | 2T      | 8–10  |
| Key Biscayne                          | A           | 2T          | 2T          | 2T          | LQ      | 1T      | 1T      | 2T      | LQ      | 2T      | A       | 2T      | 6–8   |
| Madrid                                | Non Giocato | Non Giocato | Non Giocato | Non Giocato | LQ      | LQ      | 2T      | 1T      | A       | LQ      | A       | A       | 1–2   |
| Pechino                               | Non Giocato | Non Giocato | Tier II     | Tier II     | 2TLL    | A       | A       | 1T      | A       | A       | A       |         | 1–2   |
| Tornei WTA Premier 5 / Tier II        |             |             |             |             |         |         |         |         |         |         |         |         |       |
| Dubai                                 | Non Giocato | Non Giocato | Non Giocato | Non Giocato | A       | A       | A       | A       | A       | A       | A       | A       | 0–0   |
| Roma                                  | -           | -           | -           | -           | 1TQ     | A       | 1T      | 2T      | A       | LQ      | A       | A       | 1–3   |
| Cincinnati                            | Non giocato | Non giocato | Non Tier II | Non Tier II | A       | 1T      | 1T      | 1T      | 2T      | A       | A       |         | 1–4   |
| Montreal / Toronto                    | A           | A           | A           | 1T          | LQ      | 2T      | 1T      | A       | LQ      | A       | A       | 2T      | 2–4   |
| Tokyo                                 | Non Tier II | Non Tier II | Non Tier II | Non Tier II | LQ      | A       | 3T      | 1T      | A       | A       | A       |         | 2–2   |

### Doppio femminile
| Australian Open                       | A           | A           | 2T          | 1T          | 1T      | 2T   | 1T   | QF  | 1T  | 2T  | A   | QF  | 9–9   |
| Open di Francia                       | A           | 1T          | 1T          | 1T          | 3T      | 2T   | SF   | QF  | 3T  | 1T  | A   | 1T  | 12–10 |
| Wimbledon                             | A           | 1T          | 1T          | 3T          | QF      | V    | 2T   | 1T  | 3T  | 1T  | A   | 2T  | 15-9  |
| US Open                               | 2T          | 2T          | 1T          | 1T          | 3T      | V    | F    | 3T  | 2T  | 3T  | 2T  |     | 22–10 |
| v-p                                   | 1–1         | 1–3         | 1–4         | 2–4         | 7–4     | 14–2 | 10-4 | 8-4 | 5-4 | 3–4 | 1–1 | 4–3 | 57–38 |
| Torneo di fine anno                   |             |             |             |             |         |      |      |     |     |     |     |     |       |
| WTA Tour Championships                | Assente     | Assente     | Assente     | Assente     | Assente | SF   | SF   | A   | A   | A   | A   |     | 0–2   |
| Tornei WTA Premier Mandatory / Tier I |             |             |             |             |         |      |      |     |     |     |     |     |       |
| Indian Wells                          | A           | A           | QF          | 1T          | 1T      | A    | QF   | 2T  | 1T  | 1T  | A   | QF  | 7–8   |
| Key Biscayne                          | A           | A           | 2T          | 1T          | 1T      | QF   | 1T   | SF  | 1T  | 2T  | A   | QF  | 9–9   |
| Madrid                                | Non giocato | Non giocato | Non giocato | Non giocato | 2T      | QF   | SF   | 1T  | A   | QF  | A   | SF  | 11–6  |
| Pechino                               | Non giocato | Non giocato | Non Tier 1  | Non Tier 1  | 1T      | SF   | SF   | 2T  | 2T  | A   | A   |     | 6–5   |
| Tornei WTA Premier 5 / Tier II        |             |             |             |             |         |      |      |     |     |     |     |     |       |
| Dubai                                 | Non Giocato | Non Giocato | Non Giocato | Non Giocato | A       | A    | A    | NP5 | NP5 | A   | A   | A   | 0–0   |
| Doha                                  | Non Tier    | Non Tier    | Non Tier    | A           | NG      | NG   | NP5  | A   | A   | A   | A   | A   | 0–0   |
| Roma                                  | A           | A           | A           | A           | A       | A    | F    | 2T  | A   | 1T  | A   | 1T  | 5–4   |
| Cincinnati                            | Non Giocato | Non Giocato | Non Tier II | Non Tier II | A       | 2T   | V    | A   | 2T  | A   | A   |     | 6–2   |
| Montreal / Toronto                    | A           | A           | A           | 2T          | 1T      | 2T   | A    | A   | 1T  | A   | A   | A   | 2–4   |
| Tokyo                                 | A           | A           | F           | V           | 1T      | 1T   | SF   | 1T  | A   | A   | A   |     | 9–5   |

### Doppio misto
| Tornei del Grande Slam |     |      |      |      |      |      |      |     |      |      |     |     |       |
| Australian Open        | A   | A    | A    | 1TKU | A    | A    | 1TMM | A   | 1TMM | A    | A   | A   | 0–1   |
| Open di Francia        | A   | A    | 1TFC | A    | FMM  | SFCK | 1TDN | A   | A    | A    | A   | A   | 7–4   |
| Wimbledon              | A   | A    | 2TVS | 1TDM | 1TJK | 1TCK | 1TDB | A   | A    | 2TTB | A   | A   | 2–6   |
| US Open                | A   | QFVS | 2TVS | A    | 1TMM | 1THT | 1TRB | A   | A    | A    | A   |     | 3–5   |
| Grande Slam v-p        | 0–0 | 2–1  | 2–3  | 0–2  | 4–3  | 3–3  | 0-4  | 0-0 | 0-1  | 1-1  | 0-0 | 0-0 | 12–18 |

KU = con Kevin Ullyett

FC = con František Čermák

MM = con Marcelo Melo

CK = con Christopher Kas

VS = con Vince Spadea

DM = con David Martin

JK = con Jordan Kerr

HT = con Horia Tecău

DN = con Daniel Nestor

DB = con Dustin Brown

RB = con Rohan Bopanna

TB = con Tomasz Bednarek

## Vittorie contro giocatrici top 10
| Stagione | 2011 | 2012 | 2013 | Totale |
| -------- | ---- | ---- | ---- | ------ |
| Vittorie | 1    | 0    | 1    | 2      |

| #    | Giocatrice     | Ranking | Evento                  | Superficie | Turno | Punteggio        | Rank. VKR |
| ---- | -------------- | ------- | ----------------------- | ---------- | ----- | ---------------- | --------- |
| 2011 |                |         |                         |            |       |                  |           |
| 1.   | Marion Bartoli | 10      | Korea Open, Seul        | Cemento    | 1T    | 6-3, 7-5         | 98        |
| 2013 |                |         |                         |            |       |                  |           |
| 2.   | Sara Errani    | 7       | Shenzhen Open, Shenzhen | Cemento    | 2T    | 2-6, 7-6(7), 6-3 | 85        |